# 農代 (喬治亞州)
農代（英語：Noonday）是位於美國喬治亞州科布縣的一個非建制地區。該地的面積和人口皆未知。

## 地理
農代的座標為34°03′43″N 84°31′16″W / 34.06194°N 84.52111°W，而該地的平均海拔高度為314米（即1030英尺）。